# Доза излучения
До́за излуче́ния — в радиационной безопасности, физике и радиобиологии — величина, используемая для оценки степени воздействия ионизирующего излучения на любые вещества, живые организмы и их ткани.

## Экспозиционная доза
Основная характеристика взаимодействия ионизирующего излучения со средой — это ионизационный эффект. Количественная мера, основанная на величине ионизации сухого воздуха при нормальном атмосферном давлении, достаточно легко поддающаяся измерению, получила название экспозиционная доза.
Экспозиционная доза — это отношение суммарного электрического заряда ионов одного знака, образованных после полного торможения в воздухе электронов и позитронов, освобождённых или порождённых фотонами в элементарном объёме воздуха, к массе воздуха в этом объёме.
В международной системе единиц (СИ) единицей измерения экспозиционной дозы является кулон, делённый на килограмм (Кл/кг). Внесистемная единица — рентген (Р). 1 Кл/кг = 3876 Р.

## Поглощённая доза
При расширении круга известных видов ионизирующего излучения и сфер его приложения оказалось, что мера воздействия ионизирующего излучения на вещество не поддаётся простому определению из-за сложности и многообразности протекающих при этом процессов. Важным из них, дающим начало физико-химическим изменениям в облучаемом веществе и приводящим к определённому радиационному эффекту, является поглощение энергии ионизирующего излучения веществом. В результате этого возникло понятие поглощённая доза. Она показывает, какое количество энергии излучения поглощено в единице массы облучаемого вещества и определяется отношением поглощённой энергии ионизирующего излучения к массе поглощающего вещества.
За единицу измерения поглощённой дозы в системе СИ принят грей (Гр). 1 Гр — это такая доза, при которой массе 1 кг передаётся энергия ионизирующего излучения в 1 джоуль. Внесистемной единицей поглощённой дозы является рад. 1 Гр = 100 рад.

## Эквивалентная доза (биологическая доза)
Изучение отдельных последствий облучения живых тканей показало, что при одинаковых поглощённых дозах различные виды радиации производят неодинаковое биологическое воздействие на организм. Обусловлено это тем, что более тяжёлая частица (например протон) производит на единице длины пути в ткани больше ионов, чем лёгкая (например электрон). При одной и той же поглощённой дозе радиобиологический разрушительный эффект тем выше, чем плотнее ионизация, создаваемая излучением. Чтобы учесть этот эффект, введено понятие эквивалентной дозы. Эквивалентная доза рассчитывается путём умножения значения поглощённой дозы на взвешивающий коэффициент излучения, учитывающий относительную биологическую эффективность различных видов радиации.
Единицей измерения эквивалентной дозы в СИ является зиверт (Зв). Величина 1 Зв равна эквивалентной дозе любого вида излучения, поглощённой в 1 кг биологической ткани и создающей такой же биологический эффект, как и поглощённая доза в 1 Гр фотонного излучения. Внесистемной единицей измерения эквивалентной дозы является бэр (биологический эквивалент рада). 1 Зв = 100 бэр.

## Эффективная доза
Эффективная доза (E) — величина, используемая как мера риска возникновения отдалённых последствий облучения всего тела человека и отдельных его органов и тканей с учётом их радиочувствительности. Она представляет сумму произведений эквивалентной дозы в органах и тканях на соответствующие взвешивающие коэффициенты.
Одни органы и ткани человека более чувствительны к действию радиации, чем другие: например, при одинаковой эквивалентной дозе возникновение рака в лёгких более вероятно, чем в щитовидной железе, а облучение половых желез особенно опасно из-за риска генетических повреждений. Поэтому дозы облучения разных органов и тканей следует учитывать с разным коэффициентом, который называется взвешивающим коэффициентом ткани. Умножив значение эквивалентной дозы на соответствующий взвешивающий коэффициент и просуммировав по всем тканям и органам, получим эффективную дозу, отражающую суммарный эффект для организма. Взвешивающие коэффициенты устанавливают эмпирически и рассчитывают таким образом, чтобы их сумма для всего организма составляла единицу.
Единицы измерения эффективной дозы совпадают с единицами измерения эквивалентной дозы. Она также измеряется в зивертах или бэрах.
Ожидаемая эффективная доза E(τ) — доза внутреннего облучения от поступивших в организм человека радионуклидов. Время облучения человека такими радионуклидами определяется периодами их полураспада и биологического удержания в организме и может составлять многие месяцы и даже годы. Для целей регулирования полный период накопления дозы устанавливается равным 50 лет для взрослого человека или, если оценивается доза для детей, до достижения 70 лет. При оценке годовой дозы ожидаемая эффективная доза суммируется с эффективной дозой от внешнего облучения за этот же период.
Эффективная и эквивалентная дозы — это нормируемые величины, то есть, величины, являющиеся мерой ущерба (вреда) от воздействия ионизирующего излучения на человека. К сожалению, они не могут быть непосредственно измерены. Поэтому в практику введены операционные дозиметрические величины, однозначно определяемые через физические характеристики поля излучения в точке, максимально возможно приближенные к нормируемым.
Основной операционной величиной является амбиентный эквивалент дозы (синонимы — эквивалент амбиентной дозы, амбиентная доза).
Амбиентный эквивалент дозы Н*(d) — эквивалент дозы, который был создан в шаровом фантоме МКРЕ (международной комиссии по радиационным единицам) на глубине d (мм) от поверхности по диаметру, параллельному направлению излучения, в поле излучения, идентичном рассматриваемому по составу, флюенсу и энергетическому распределению, но мононаправленном и однородном, то есть амбиентный эквивалент дозы Н*(d) — это доза, которую получил бы человек, если бы он находился на месте, где проводится измерение.
Единица амбиентного эквивалента дозы — зиверт (Зв).

## Групповые дозы
Подсчитав индивидуальные эффективные дозы, полученные отдельными людьми, можно прийти к коллективной дозе — сумме индивидуальных эффективных доз в данной группе людей за данный промежуток времени. Коллективную дозу можно подсчитать для населения отдельной деревни, города, административно-территориальной единицы, государства и т. д. Её получают путём умножения средней эффективной дозы на общее количество людей, которые находились под воздействием излучения. Единицей измерения коллективной дозы является человеко-зиверт (чел.-Зв.), внесистемная единица — человеко-бэр (чел.-бэр). Коллективная доза может накапливаться в течение длительного времени, даже не одного поколения, а охватывая последующие поколения.
Кроме того, выделяют следующие дозы:
- пороговая — доза, ниже которой не отмечены проявления данного эффекта облучения.
- предотвращаемая — прогнозируемая доза вследствие радиационной аварии, которая может быть предотвращена защитными мероприятиями.
- удваивающая — доза, которая увеличивает в 2 раза (или на 100%) уровень спонтанных мутаций. Удваивающая доза обратно пропорциональна относительному мутационному риску.
- минимально летальная — минимальная доза излучения, вызывающая гибель всех облучённых объектов.

## Допустимые и смертельные дозы для человека
Миллизиверт (мЗв) часто используется как мера дозы при медицинских диагностических процедурах (рентгеноскопия, рентгеновская компьютерная томография и т. п.).
Согласно постановлению главного государственного санитарного врача России за № 11 от 21 апреля 2006 г. «Об ограничении облучения населения при проведении рентгенорадиологических медицинских исследований», п. 3.2, необходимо «обеспечить соблюдение годовой эффективной дозы 1 мЗв при проведении профилактических медицинских рентгенологических исследований, в том числе при проведении диспансеризации».
Среднемировая доза облучения от рентгенологических исследований, накопленная на душу населения за год, равна 0,4 мЗв, однако в странах с высоким уровнем доступа к медобслуживанию (более одного врача на 1000 человек населения) этот показатель растёт до 1,2 мЗв.
Облучение от других техногенных источников значительно меньше:
- 0,005 мЗв от радионуклидов, оставшихся от атмосферных ядерных испытаний,
- 0,002 мЗв от аварии на Чернобыльской АЭС,
- 0,001 мЗв от аварии на АЭС Фукусима-1,
- 0,0002 мЗв от ядерной энергетики.

Среднемировая доза облучения от естественных источников, накопленная на душу населения за год, равна 2,4 мЗв, с разбросом от 1 до 10 мЗв. Основные компоненты:
- 0,4 мЗв от космических лучей (от 0,3 до 1,0 мЗв, в зависимости от высоты над уровнем моря);
- 0,5 мЗв от внешнего гамма-излучения (от 0,3 до 0,6 мЗв, в зависимости от радионуклидного состава окружения — почвы, стройматериалов и т. п.);
- 1,2 мЗв внутреннего облучения от ингалируемых атмосферных радионуклидов, главным образом радона (от 0,2 до 10 мЗв, в зависимости от местной концентрации радона в воздухе);
- 0,3 мЗв внутреннего облучения от инкорпорированных радионуклидов (от 0,2 до 0,8 мЗв, в зависимости от радионуклидного состава пищевых продуктов и воды).

### Дозы, получаемые персоналом в промышленности
- 5-10 мЗв/год — средняя доза, получаемая персоналом на АЭС с реакторами ВВЭР-1000, работающим с источниками ионизирующих излучений.
- 20 мЗв/год — допустимая доза ежегодного облучения персонала российских АЭС, не нарушающая требования НРБ-99
- 50 мЗв/ год — допустимая доза ежегодного облучения персонала АЭС в СССР, США и Японии.
- 200 мЗв — разовая доза, которую можно получить при выполнении радиационноопасных работ с последующим отстранением работника от работы с ионизирующим излучениями.
- 266 мЗв/год — доза, получаемая космонавтами на борту МКС.
- 511 мЗв/год — доза, которую будут получать космонавты на поверхности Луны.

### Смертельные и опасные дозы
При однократном равномерном облучении всего тела и неоказании специализированной медицинской помощи смерть в результате острой лучевой болезни наступает в 50 % случаев:
- при дозе порядка 3—5 Гр из-за повреждения костного мозга в течение 30—60 суток;
- 10 ± 5 Гр из-за повреждения желудочно-кишечного тракта и лёгких в течение 10—20 суток;
- > 15 Гр из-за повреждения нервной системы в течение 1—5 суток.

## Мощность дозы
Мощность дозы (интенсивность облучения) — приращение соответствующей дозы под воздействием данного излучения за единицу времени. Имеет размерность соответствующей дозы (поглощённой, экспозиционной и т. п.), делённую на единицу времени. Допускается использование различных специальных единиц (например: Зв/час, бэр/мин, мЗв/год и др.).

## Сводная таблица единиц измерения
| Физическая величина                          | Внесистемная единица  | Единица СИ                            | Переход от внесистемной единицы к единице СИ |
| -------------------------------------------- | --------------------- | ------------------------------------- | -------------------------------------------- |
| Активность нуклида в радиоактивном источнике | Кюри (Ки)             | Беккерель (Бк)                        | 1 Ки = 3,7⋅1010 Бк                           |
| Экспозиционная доза                          | Рентген (Р)           | Кулон/килограмм (Кл/кг)               | 1 Р = 2,58⋅10−4 Кл/кг                        |
| Поглощенная доза                             | Рад (рад)             | Грей (Дж/кг)                          | 1 рад = 0,01 Гр                              |
| Эквивалентная доза                           | Бэр (бэр)             | Зиверт (Зв)                           | 1 бэр = 0,01 Зв                              |
| Мощность экспозиционной дозы                 | Рентген/секунда (Р/c) | Кулон/килограмм (в) секунду (Кл/кг·с) | 1 Р/c = 2,58⋅10−4 Кл/кг·с                    |
| Мощность поглощённой дозы                    | Рад/секунда (Рад/с)   | Грей/секунда (Гр/с)                   | 1 рад/с = 0,01 Гр/c                          |
| Мощность эквивалентной дозы                  | Бэр/секунда (бэр/с)   | Зиверт/секунда (Зв/с)                 | 1 бэр/c = 0,01 Зв/с                          |
| Интегральная доза                            | Рад-грамм (Рад·г)     | Грей-килограмм (Гр·кг)                | 1 рад·г = 10−5 Гр·кг                         |